# Beniparrell
Beniparrell – gmina w Hiszpanii, w prowincji Walencja, we wspólnocie autonomicznej Walencja, o powierzchni 3,68 km². W 2011 roku liczyła 1980 mieszkańców.